# Zły urok
Zły urok – amerykański komediodramat z 1982. Główne role w filmie zagrali Bette Midler, Rip Torn oraz Ken Wahl. Reżyserem filmu jest Don Siegel, który podczas produkcji filmu doznał ataku serca. Był to ostatni obraz filmowca.

## Fabuła
Harold (Rip Torn), profesjonalny hazardzista, i jego dziewczyna Bonita (Bette Midler), piosenkarka klubowa, śledzą Williego (Ken Wahl), młodego krupiera blackjacka. Harold prześladuje Williego nie mogąc z nim przegrać. Bonita spotyka się z Williem i zakochuje się w nim. Zmawiają się by pozbyć się Harolda i zainkasować jego ubezpieczenie życiowe.

## Obsada
- Ken Wahl – Willy Brodax
- Rip Torn – Harold Benson
- Bette Midler – Bonita Friml
- Ian Wolfe – Morley
- Val Avery – Milt Hawkins
- Jack Elam – Otto
- Benson Fong – dr Wing
- F. William Parker – Art

## Ciekawostki
Po tym jak w trakcie realizacji filmu reżyser Don Siegel doznał ataku serca, Sam Peckinpah wziął udział w realizacji filmu i reżyserował bez formalnego angażu.